# Mutsuo Hirano
Mutsuo Hirano (* 1952 in der Präfektur Hyōgo) ist ein japanischer Künstler.

## Leben
Mutsuo Hirano studierte Germanistik an der Tenri-Universität mit dem Abschluss Bachelor of Arts. Seit 1975 lebt er in der BRD, wo er Germanistik an der Philipps-Universität Marburg und gleichzeitig am dortigen Institut für Malerei und Grafik studierte. 1990 beendete er das Studium der Kunstgeschichte an der Philipps-Universität Marburg mit dem Abschluss Magister.
Derzeit lebt und arbeitet Mutsuo Hirano in Berlin und in Torre Alfina/Italien. Er ist seit 2011 verheiratet mit dem Maler Thomas Lange.
Bekannt wurde er vor allem durch seine Terrakotta-Arbeiten.

## Einzel-/Gruppenausstellungen und Werke im öffentlichen Raum

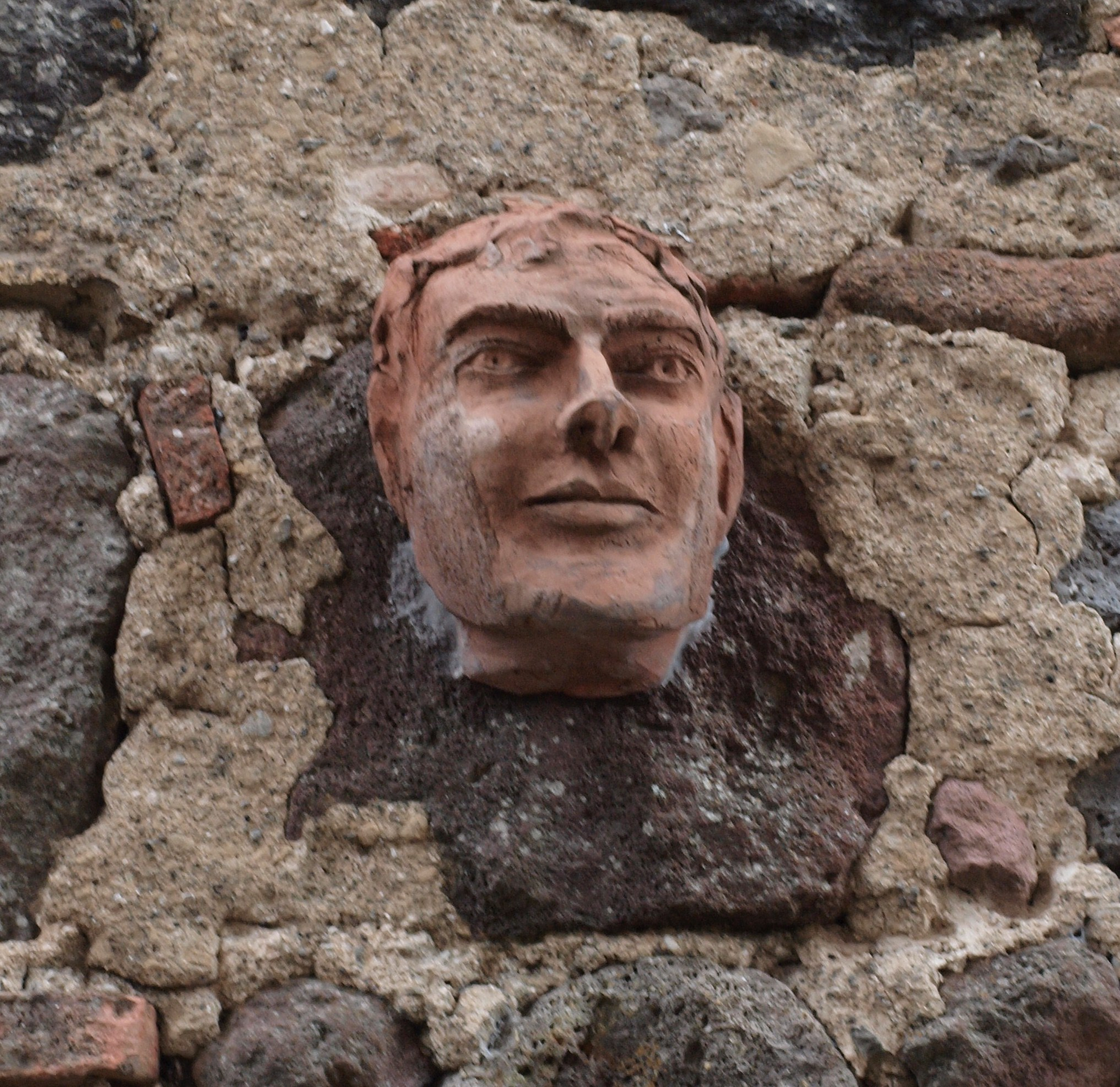
Skulptur von Hirano in der Fraktion Torre Alfina (Latium)

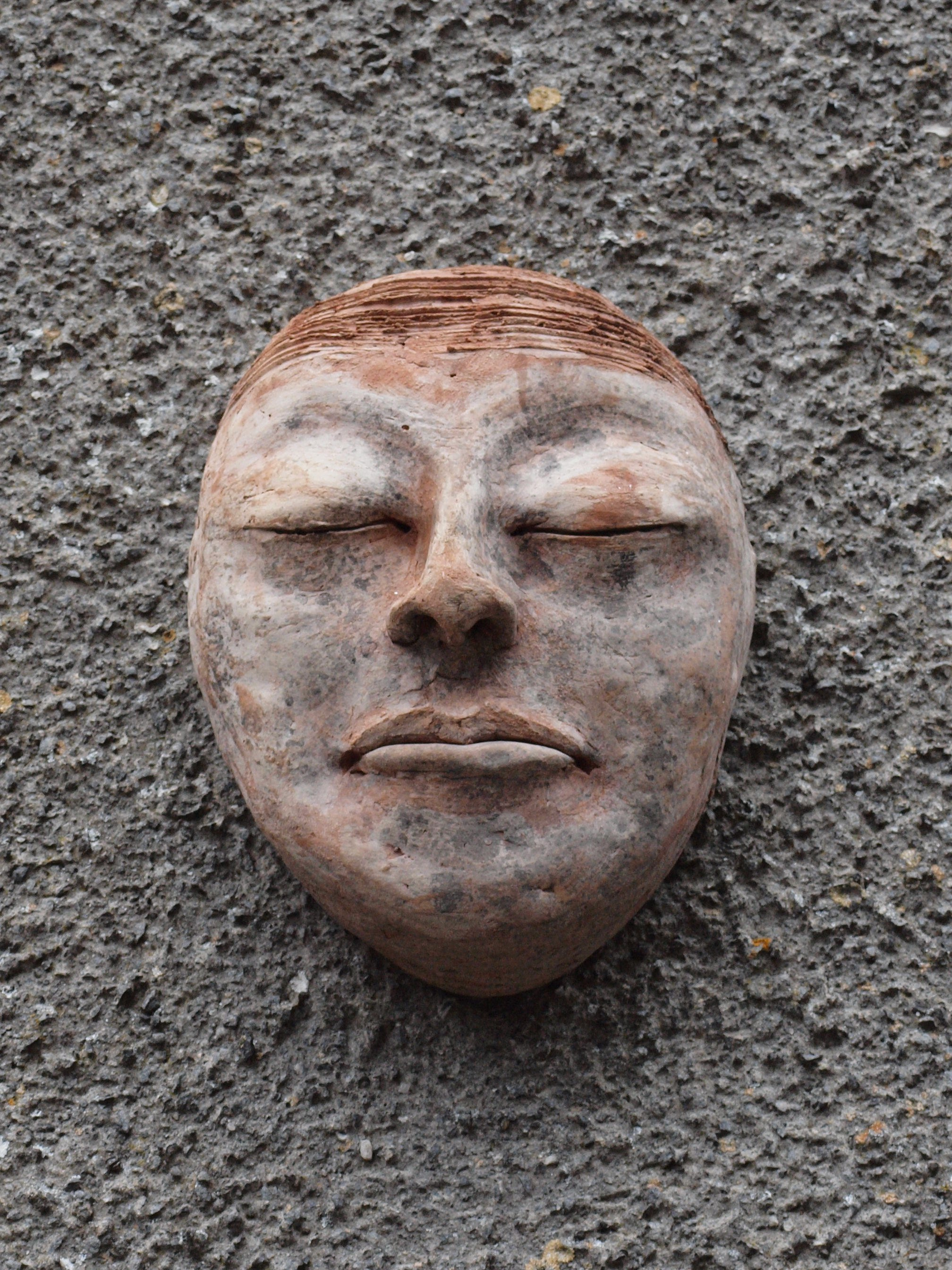
Skulptur von Hirano in der Fraktion Torre Alfina (Latium)

- 2016 Albergo„Miramare“ Gruppenausstellung  Reggio Calabria IT (kurator Giuseppe Capparelli)
- „Fastentuch“ Ausstellung mit Thomas Lange St. Wolfgang Regensburg DE
- „RSVP“ Narni IT (Kurator Giuseppe Capparelli)
- Galleria „La Linea“ Montalcino IT
- 2015 "Abstraktion u.Figuration  GALLERY  EICHBLATT, Berlin  DE (mit Daniela Conte)
- OVe'ST Ausstellungsbeteiligung Spoleto IT
- Uovolo di pasqua Accademia della Moda e Costumi   Roma IT
- 2014 „Kunst Bauen“, Architektenkammer Nordrhein-Westfalen, Düsseldorf DE (mit Thomas Lange)
- 2014 Café „Denkmal“, Karlstadt DE – Gestaltung des kompletten Treppenhauses des denkmalgeschützten Ensembles (mit  Thomas Lange)
- 2013 Via Crucis, Museum am Dom, Würzburg & Museum.Burg.Miltenberg DE
- 2010 Melodia Apocalittica, Museum am Dom, Würzburg (mit Thomas Lange) DE
- 2005 „Il Figlio Perduto“, Centro l’arte contemporanea (mit Thomas Lange), Acquapendente, Italien DE
- 2004 „Der verlorene Sohn“, Kunstverein Augsburg in der Toskanischen Säulenhalle im Zeughaus, Augsburg DE (mit Thomas Lange)
- 2004 „Der verlorene Sohn“, Marburger Kunstverein, Marburg DE (mit Thomas Lange)
- 2003 Museum am Dom  Würzburg DE
- 2002 „Die Vier Elemente“  Kunstverein Uelzen DE
- 2002 „Palazzo di Sette“, Orvieto IT
- 2001 Zellermayer Galerie, Berlin DE
- Neugestaltung der St. Bonifatius-Kapelle auf der Salzburg  Bad Neustadt DE  (mit Thomas Lange)
- 2000 „Umwandlungen“ Im Kreuzgang vom Würzburger Dom, Diözese Würzburg DE
- 2000 „Olimpia e Mutsuo Hirano“, Palazzo Comunale AcquapendenteI IT
- 1998 „Gefäß der Erinnerung“, Landesmuseum für Vorgeschichte, DresdenDE
- Kunst am Bau, Bronzeskulpturen für das Barnim-Gymnasium Berlin DE
- 1997 „Il vaso della memoria“, Studio Galerie  Haus am Lützowplatz Berlin DE
- 1997 Resim ve Heykel Müzesi, Istanbul/Türkei
- 1995 Platti-Chiostro SS. Salvatore, Bolsena IT
- 1994/95 Zusammenarbeit mit Thomas Lange für die Keramikreliefs eines Schulneubaus in Berlin DE
- 1993 Galerie Panetta  Mannheim DE
- Terracotta e Ambiente – Acquapendente IT
- 1991 Mitarbeit für den Beitrag von Kazuo Kenmochi zur „Metropolis“-Ausstellung, Gropiusbau Berlin DE
- 1988/89 „Hommage an die Musik“, Ausstellung im Hessischen Rundfunk, Frankfurt a. M. DE
- 1988 Zellermayer Galerie, Berlin, im Rahmen des Projekts „Galerie-Austausch Berlin-Tokyo“ mit Tomoharu Murakami
- 1986 Kulturzentrum Voltaire, Florenz IT
- 1986 Marburger Kunstverein DE1985 Projekt „Ostgeist“ in Zusammenarbeit mit Internationaler Bau Ausstellung (IBA) Stadtbauamt Kreuzberg Verein    zum Schutz der Blockstruktur e.V. Berlin DE
- 1978 Galerie Etoile in Fukuoka Japan